# Anomophysis alorensis
Anomophysis alorensis är en skalbaggsart som beskrevs av Lackerbeck 1998. Anomophysis alorensis ingår i släktet Anomophysis och familjen långhorningar. Inga underarter finns listade i Catalogue of Life.